# Vanilleae
Vanilleae (лат.) — триба однодольных растений в составе подсемейства Ванильные (Vanilloideae) семейства Орхидные (Orchidaceae). Выделено в 1835 году немецко-голландским ботаником Карлом Людвигом Блюме.

## Систематика
Подразделяется на несколько родов (типовой — Vanilla Mill.):
- Clematepistephium N. Hallé
- Cyrtosia Blume
- Dictyophyllaria Garay
- Epistephium Kunth
- Eriaxis Rchb.f.
- Erythrorchis Blume
- Galeola Lour.
- Lecanorchis Blume
- Pseudovanilla Garay
- Vanilla Mill. — Ванильtypus

Существует и более детализированный вариант систематики, в котором Vanilleae подразделяется дополнительно на три подтрибы:
- Galeolinae Dressler, 1993
  - Cyrtosia
  - Galeola
- Lecanorchidinae Dressler, 1993 — в некоторой литературе считается монотипной подтрибой с единственным родом Lecanorchis[4]
  - Erythrorchis
  - Lecanorchis
  - Pseudovanilla
- Vanillinae Dressler, 1993
  - Clematepistephium
  - Dictyophyllaria
  - Epistephium
  - Eriaxis
  - Vanilla

## Значение
Ряд видов растений родов Galeola и Vanilla используются в медицине. Однако наиболее известно применение нескольких видов ванили в качестве ароматизирующего агента.